# 快樂腳
《快樂腳》（英語：Happy Feet）是一部2006年澳洲製片的動畫電影，由喬治·米勒自編自導自製，其中的視覺效果由雪梨動物邏輯視覺特效公司製作 （Animal Logic）。雖然是一部動畫電影，但也有融合真人動作而成。影片除了有在傳統戲院放映外，也包含IMAX 2D模式，而影片公司也宣稱未來有可能發行IMAX 3D格式。此片亦獲得第79屆奧斯卡金像獎最佳動畫片獎。
於全球地區除了新加坡和澳洲外，皆由華納兄弟發行。北美與台灣同步於2006年11月17日上映，英國地區於2006年12月8日上映，澳洲地區於2006年12月26日上映。
續集《快樂腳2》于2011年11月上映。

## 劇情
在南極大陸的一片冰原上，這裡的帝王企鵝都以唱歌的方式求偶，若兩情相悅只要對唱心靈之歌即可。諾瑪珍是這群企鵝中最有魅力的母企鵝，她的歌聲令人陶醉，其中的公企鵝曼菲斯就深深被諾瑪珍所吸引。當諾瑪珍唱起〈Kiss〉時，曼菲斯則對唱〈Heartbreak Hotel〉，兩隻企鵝最後在了一起，並且產下愛的結晶。而當母企鵝產下蛋後，便必須由公企鵝孵蛋，母企鵝出外捕魚。由於曼菲斯在嚴冬中過度思念諾瑪珍，卻使的身下的蛋掉落，接觸到寒冷的南極大陸地面，雖然孟菲斯立即撿了起來，卻不可避免的對蛋造成了一定的影響。
寒冬過去，孟菲斯與諾瑪珍的結晶也出生，取名為波波，然而波波卻有與眾不同的地方，他不會唱歌，卻是個天生的踢踏舞高手，不過，對皇帝企鵝來說，若無法唱出心靈之歌，是不可能找到真愛的。
由於波波唱出的歌聲極為難聽，從小即受到相當大的排擠，唯獨好朋友葛莉亞處處護著他。然而葛莉亞隨著年齡增長，逐漸成為企鵝族中最出色的美聲天后，波波卻始終無法唱歌。畢業舞會時，波波也受到排擠，孤獨的他意外受到豹海豹攻擊，幸好最後成功脫離。脫離後，波波遇到五隻阿德利企鵝，他們的體型不如帝王企鵝大，卻相當的樂觀開朗，這五隻小企鵝分別為拉蒙、耐斯特、拉爾、羅納度、倫巴杜，對於阿德利企鵝而言，會跳舞的企鵝才會受到歡迎，他們相當欣賞波波的踢踏舞，並且認波波為老大。波波一直認為鬧魚荒的兇手為外星怪客，於是去找阿德利企鵝大師愛拉斯解惑，不過無功而返。
波波的老家中，葛莉亞被成群的追求者所包圍，唱出心靈之歌〈Boogie Wonderland〉，不過沒有半個企鵝的心靈之歌吸引她，然而波波回來了，還以西語唱著〈My Way〉，葛莉亞相當欣賞，卻了解波波不可能唱歌，後來發現波波身後正是拉蒙，正當葛莉亞走開時，波波以踢踏舞的節奏吸引葛莉亞的注意，葛莉亞也逐漸的跟著節奏唱，正當越來越多人跟隨著波波時，企鵝長老諾哈卻阻止眾企鵝跳舞的情景，他認為之所以鬧魚荒是因為波波跳舞的關係，觸怒了歌唱之神，於是將波波驅逐出走。
波波與五隻阿得利企鵝踏上旅途，首先找到愛拉斯，一起找出鬧魚荒的原因，正當走到盡頭時，波波看到了人類的捕魚船，波波獨自追著捕魚船，最後漂流到某處島嶼上，被人類送到了海洋公園內。波波試圖與人類溝通，卻都白費力氣，心灰意冷的波波在裡頭待了三個月後，某日意外以踢踏舞獲得人們的注意，隨後波波靠著踢踏舞被人類遣送回南極大陸。當他再度回到族裡時，大多數族人還是冷眼看待，並不相信波波所說的外星怪客，然後葛莉亞發現波波背上被人類裝上發信器，族人逐漸相信了外星怪客的存在，並且如波波所作跳著踢踏舞吸引人類的注意，而長老諾哈始終反對跳舞，與支持者唱著歌表達反對。隨後，一架直升機抵達，五個人類看見大匹的帝王企鵝，此時所有的企鵝都相信外星怪客的存在，並且跟著波波跳著踢踏舞引起人們的反應，當全世界的人藉著攝影鏡頭看著所有企鵝跳舞時，人們逐漸反省過度捕捉南極大陸的魚類政策，認為企鵝正向他們溝通，最後禁止捕捉南極大陸的魚類。當魚類恢復往日數量時，波波成了族裡的英雄，所有的企鵝皆跳著踢踏舞慶祝，而波波與葛莉亞也成了夫妻。最後鏡頭停在一隻跳舞的小企鵝上，夾在波波與葛莉亞之間，暗示著他為波波與葛莉亞的結晶。

## 配音员
| 配音                              | 配音   | 配音   | 角色                           |
| 英語                              | 國語   | 粵語   | 角色                           |
| --------------------------------- | ------ | ------ | ------------------------------ |
| 伊莱贾·伍德 伊麗莎白·戴莉（幼年） | 柯有綸 | 側田   | 波波（Mumble）                 |
| 羅賓·威廉斯                       | 邰智源 |        | 拉蒙（Ramón）                  |
| 羅賓·威廉斯                       |        |        | 克蕾特斯（Cletus）             |
| 羅賓·威廉斯                       | 邰智源 |        | 愛拉斯（Lovelace）             |
| 羅賓·威廉斯                       | 邰智源 |        | 旁白（The Narrator）           |
| 布蘭妮·墨菲 艾莉莎·薩夫（幼年）   | 周宜霈 | 鄧麗欣 | 葛莉亞（Gloria）               |
| 休·傑克曼                         |        |        | 曼菲斯（Memphis）              |
| 妮可·基嫚                         |        |        | 諾瑪珍（Norma Jean）           |
| 曉高·韋榮                         | 邰智源 |        | 長老諾哈（Noah the Elder）     |
| 胖子喬 凱瑟·弗洛里斯（幼年）      |        |        | 賽摩（Seymour）                |
| 安東尼·拉帕里亞                   | 李香生 |        | 贼鸥老大（Skua Boss）          |
| 瑪格達·蘇班斯基                   | 鄭仁麗 |        | 薇拉老師（Miss Viola）         |
| 米瑞安·玛格莱斯                   | 崔幗夫 |        | 阿斯塔漢女士（Mrs. Astrakhan） |
| 史帝夫·厄文                       | 符爽   |        | 特雷（Trev）                   |
| 卡洛斯·阿拉茲拉奎                 |        |        | 內斯特（Nestor）               |
| 隆巴多·博亞爾                     |        |        | 勞爾（Raul）                   |
| 傑弗瑞·加西亞                     |        |        | 林那多（Rinaldo）              |
| 強尼·山切斯                       |        |        | 隆巴多（Lombardo）             |
| 羅傑·羅斯                         | 符爽   |        | 豹海豹（Leopard Seal）         |

## 音樂
《快樂腳》的原聲帶以兩個方式發行，分別為歌詞版的原聲帶以及配樂版的原聲帶。

### 歌詞版
《快樂腳》電影歌詞原聲帶集結多位歌手的歌曲，全美由大西洋唱片於2006年10月31日發行，台灣地區由華納音樂於2006年11月17日發行。

### 原聲帶
| 《快樂腳》 | 《快樂腳》 |
| 曲序       | 曲目 |
| ---------- | --- |
| 1.         | 〈Song of the Heart〉（由王子所演唱及編寫。） |
| 2.         | 〈Hit Me Up〉（由吉亞·法洛演唱，布萊恩·基羅夫、喬許·舒華茲、吉亞·法洛編寫。）                                                                                                 |
| 3.         | 〈Tell Me Something Good〉（由紅粉佳人演唱，史提夫·汪達編寫。 (洛福斯樂團原唱)）                                                                                              |
| 4.         | 〈The Joker〉（由傑森·瑪耶茲演唱，史提夫·米勒、艾迪·克提斯、阿莫·厄圖岡編寫。 (史提夫·米勒樂團原唱) 〈Everything I Own〉由克里絲·海德演唱，大衛·蓋茲編寫。 (麵包合唱團原唱)） |
| 5.         | 〈I Wish〉（由范塔莎、佩蒂·拉貝爾、尤蘭妲·亞當斯演唱，史提夫·汪達編寫。 (史提夫·汪達原唱)）                                                                                   |
| 6.         | 〈Boogie Wonderland〉（由布蘭妮·墨菲演唱，艾莉·威利斯、強納生·林德編寫。(地球風與火樂團原唱)）                                                                                |
| 7.         | 《》（由布蘭妮·墨菲演唱，佛萊迪·摩克瑞创作。(皇后合唱團原唱)） |
| 8.         | 〈My Way (A Mi Manera)〉（由羅賓·威廉斯演唱，保羅·安卡、雅各·李弗斯、克勞德·方薩、蓋爾斯·希伯特編寫。 (法蘭克·辛納屈普及)）                                                   |
| 9.         | 〈Do It Again〉（由沙灘男孩演唱，布萊恩·威爾森、麥克·樂弗編寫。） |
| 10.        | 〈Jump N' Move〉（由Brand New Heavies演唱，賽門·巴索洛木、詹·金凱、安德魯·雷米、傑莫·米契爾編寫。）                                                                           |
| 11.        | 〈Kiss〉與〈Heartbreak Hotel〉對唱（〈Kiss〉由妮可·基曼演唱，王子編寫。 (王子原唱) 〈Heartbreak Hotel〉由休·傑克曼演唱，麥·艾希頓、湯米·德敦、艾維斯·普里斯萊編寫。）         |
| 12.        | 〈Golden Slumbers〉/〈The End〉（由凱蒂蓮演唱，約翰·藍儂、保羅·麥卡尼編寫。）                                                                                                 |
| 13.        | 〈The Story of Mumble Happy Feet〉（由約翰·包威爾編寫製作。） |

## 獎項
| 頒獎典禮                 | 獎項                                      | 結果 |
| ------------------------ | ----------------------------------------- | ---- |
| 第79屆奧斯卡金像獎       | 最佳動畫片                                | 獲獎 |
| 英國電影和電視藝術學院獎 | 最佳動畫片                                | 獲獎 |
| 金球獎                   | 最佳原創歌曲－《Song of the Heart》－王子 | 獲獎 |
| 美國電影學會             | 2006年最佳十大影片                        | 獲獎 |
| 洛杉磯影評人協會獎       | 最佳動畫片                                | 獲獎 |
| 紐約影評人協會獎         | 最佳動畫片                                | 獲獎 |
| 美國預告片大獎           | 最佳音樂                                  | 獲獎 |
| 兒童民選獎               | 最佳動畫片                                | 獲獎 |
| 金球獎                   | 最佳動畫片                                | 提名 |
| 安妮獎                   | 最佳動畫片                                | 提名 |
| 安妮獎                   | 最佳動畫片製作                            | 提名 |
| 金衛星獎                 | 最佳動畫片                                | 提名 |

## 反應

### 票房
《快樂腳》於2006年11月17日全美上映後，首週即以41,533,432美元勇奪當週票房冠軍，擊敗了《007首部曲：皇家夜總會》，並且連續蟬聯三週票房冠軍。《快樂腳》在感恩節期間五天賺進超過5160萬美元的票房。總計全美下映時票房達198,000,317美元，外地達186,330,162美元，全球票房達384,330,479美元。

### 評價
《快樂腳》的評價大多是正面的，在爛番茄網站中有75%的新鮮度，另一影評網站Metacritic也有77的分數。IMDb則有6.8的分數。

## 影音光碟
《快樂腳》在2007年3月27日以三種形式在北美發行，分別是DVD、HD DVD、藍光光碟。其中DVD分別有寬螢幕以及Pan and scan顯示模式。
另外DVD特別收錄的片段是電影的刪除片段，波波遇到了一隻藍鯨以及信天翁，而信天翁的配音是史提夫·歐文首次配音，海象群則是歐文後來所配，基本上片段也有紀念歐文的意思。

## 外部連結
- 互联网电影数据库（IMDb）上《快樂腳》的资料（英文）
- 爛番茄上《快樂腳》的資料（英文）
- Metacritic上《快樂腳》的資料（英文）
- Box Office Mojo上《快樂腳》的資料（英文）
- AllMovie上《快樂腳》的资料（英文）
- Yahoo奇摩電影上《快樂腳》的資料（繁體中文）
- 開眼電影網上《快樂腳》的資料（繁體中文）
- 时光网上《快樂腳》的資料（简体中文）
- 豆瓣电影上《快樂腳》的資料 （简体中文）

| 上一届： 《芭樂特：哈薩克青年必修（理）美國文化》 | 2006年全美週末票房冠軍 11月19日－12月3日 | 下一届： 《阿波卡獵逃》 |